# Жеден
Жеден (мак. Жеден) — середньовисокий гірський масив на північному заході Македонії.

## Розташування та особливості

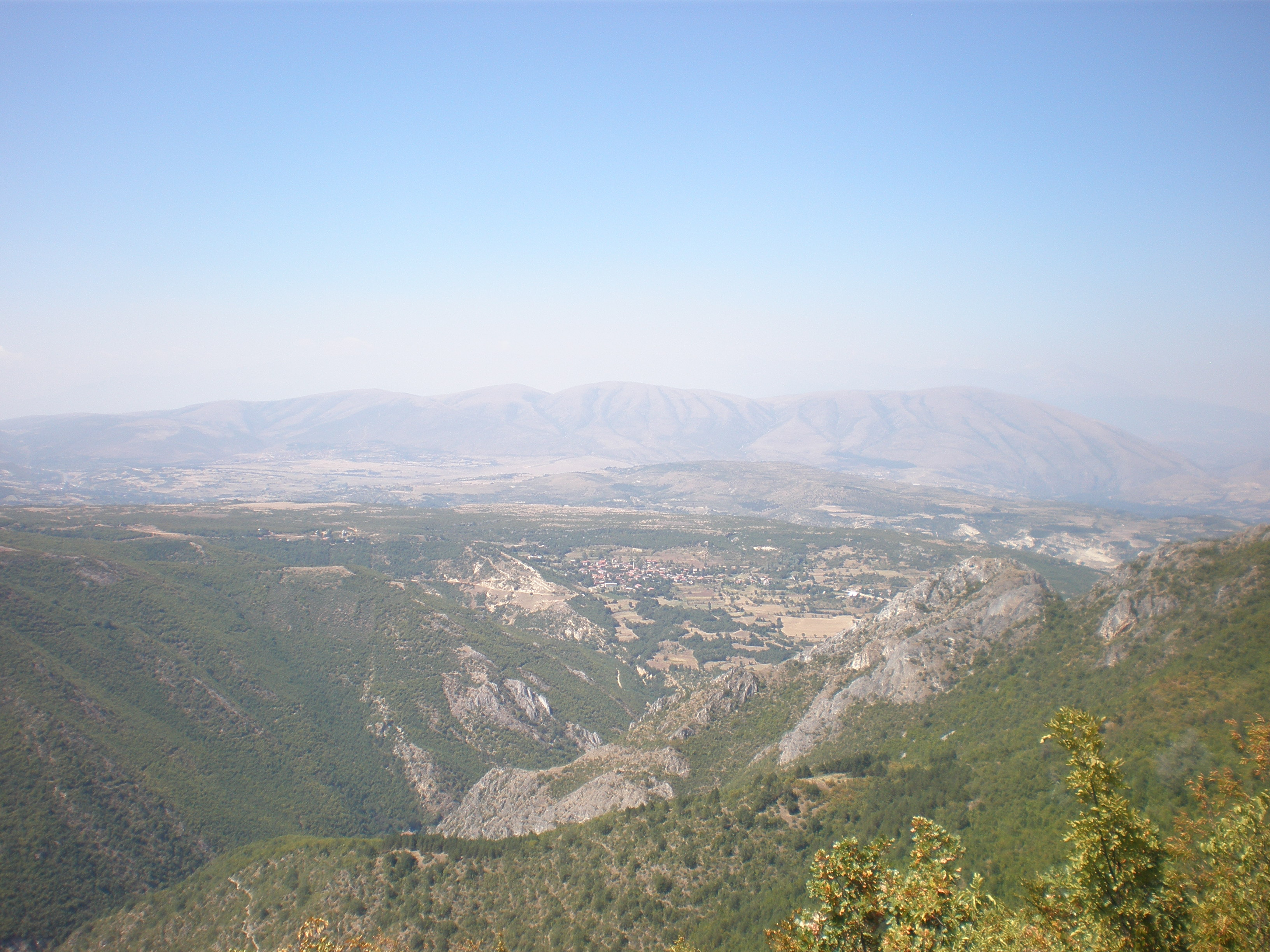
Вид на гору Жеден з Матки, над монастирем Святого Миколая Шишевського

Гора простягається між долиною Скоп’є на сході та долиною Полог на заході. На півночі і північному сході вона відокремлена дугою річки Вардар від рукавів Шар-Планини і Скопської Чорної Гори; з південного сходу з Боянським і Копаніцьким полями - частинами долини Скоп'є, а з півдня - передграбенною долиною Тетовської Суводолиці. Гора Жеден тягнеться в напрямку південний захід-північний схід і займає загальну площу 109 км  . Хребет округлий, з нього височіє кілька вершин, найвища з яких – Водений Камінь (1264 м).
На Жедені багато гірського чаю, який жителі сіл навколо Жедена називають «Жеденський чай».
На горі небагато дерев і немає води, як випливає з назви гори Жеден – «безводна».
На горі Жеден є дві печери: Дона Дука та Боянська Печера.
Фауна гори: заєць, вовк та інші тварини.

## Скелелазіння
На гору можна піднятися набагато легше, ніж на інші гори в західній Македонії, за 1-2 години до Воденого Каменя (Великий Жеден).

## Вершини

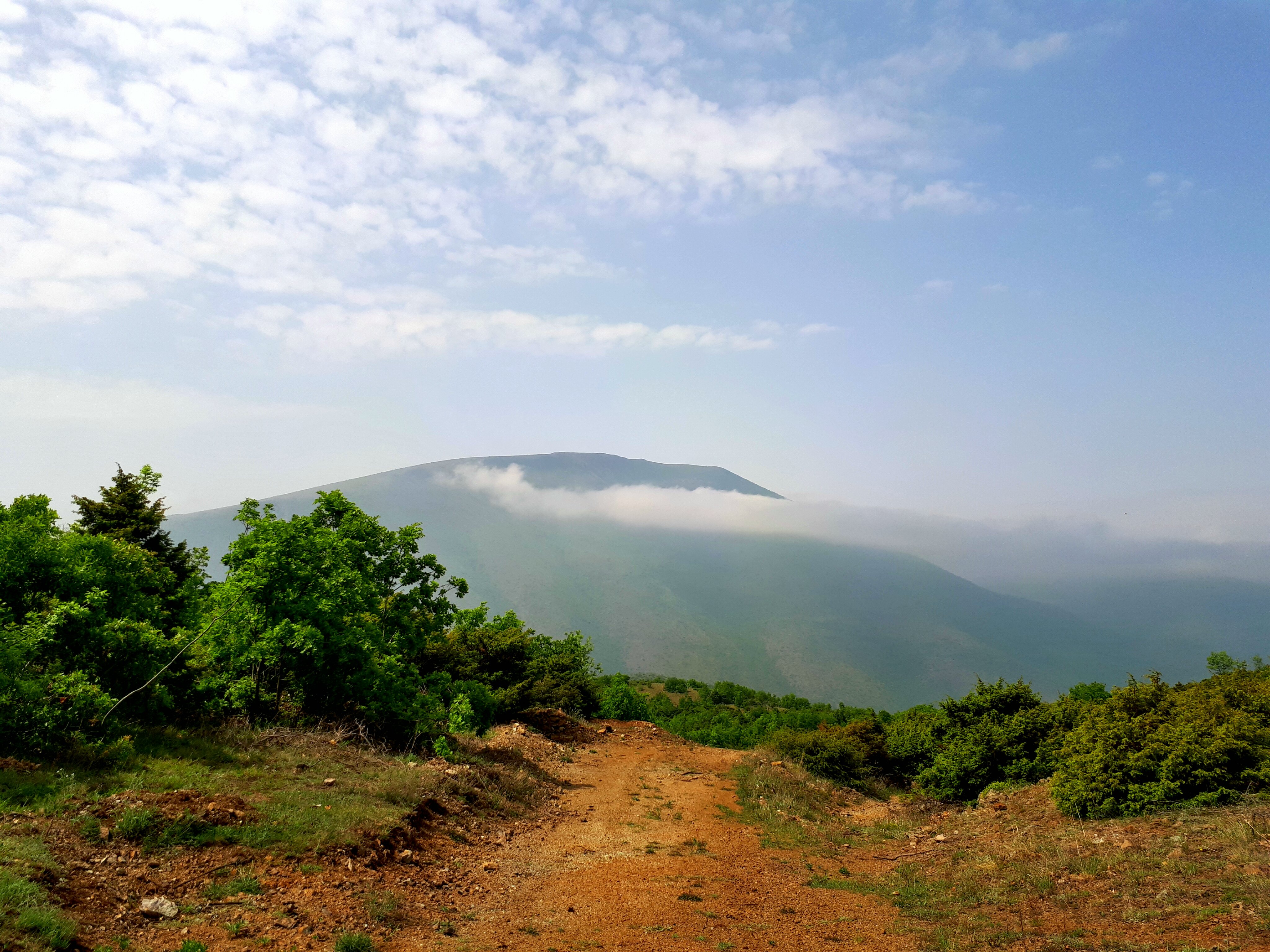
Вид на гору Жеден з дороги між селами Кучково і Радуша

Гора Жеден має 4 вершини: Водений Камінь (1264 метри), Жеден Пік (1225 м), Висока (1209 м) і Ушайна (1118 м).
Великий Жеден знаходиться в північній частині гори, і на нього можна піднятися з сіл Раще і Радуша, тут гірський клімат з великою кількістю снігу взимку. Пік Жеден знаходиться в центральній частині гори Жеден, і на нього можна піднятися з Копаниці та з Копанце, тут континентальний клімат з великою кількістю дощу та великою кількістю снігу взимку.
Висока є вершиною на півдні гори Жеден, на яку можна піднятися з Бояне, вона має континентальний клімат з більшою кількістю опадів дощу та снігу взимку.
Ушайна знаходиться на півдні гори Жеден, і на неї можна піднятися з Бояне, тут клімат від середземноморського до континентального з меншою кількістю опадів, ніж на двох інших вершинах Жеден.

## Геологія
Геологічний склад представлений масивними мармуризованими вапняками, що залягають на кристалічних сланцях.

## Вода
Як вказує сама назва, Жеден – безводна гора, але біля підніжжя є кілька джерел. Найзначнішим серед них є джерело Раще з дебітом 6 м3/с, з якого місто Скоп'є забезпечується водою.

## Зовнішні посилання
- Планината Жеден да стане парк на природата. skopjeinfo.mk. 12 септември 2013.